# Chlamydogobius
Chlamydogobius is een geslacht van straalvinnige vissen uit de familie van grondels (Gobiidae).

## Soorten
- Chlamydogobius eremius (Zietz, 1896)
- Chlamydogobius gloveri Larson, 1995
- Chlamydogobius japalpa Larson, 1995
- Chlamydogobius micropterus Larson, 1995
- Chlamydogobius ranunculus Larson, 1995
- Chlamydogobius squamigenus Larson, 1995